# Dicoma popeana
Dicoma popeana là một loài thực vật có hoa trong họ Cúc. Loài này được S.Ortiz & Rodr.Oubiña mô tả khoa học đầu tiên năm 1997.